# Яніс Клидзейс
Яніс Клидзейс (латис. Jānis Klīdzējs; *6 травня 1914, Сакстагальська волость, Режіцький повіт — †2 травня 2000, Каліфорнія, США) — латвійський письменник. Почесний член Латвійської академії наук.

## Біографія
У 1933 закінчив Резекненське комерційне училище. Потім вивчав сільськогосподарські науки в Латвійському університеті.
З 1944 жив в еміграції: в Німеччині, з 1950 — в США, в тому числі з 1953 — в Каліфорнії, на березі Тихого океану.
У США закінчив Каліфорнійський університет в Берклі, отримав ступінь магістра клінічної соціології, працював у психіатричній лікарні, викладав в університеті.
Помер в 2000 в Каліфорнії (США).
У 2008 урни з прахом Яніса Клидзейса і його дружини Емілії були перевезені з США в Латвію і поховані на кладовищі Кантініекської волості Резекненського краю.

## Творчість
Клидзейс — автор 24 книг, в тому числі 10 романів, 12 збірок оповідань, 2 збірок есе.
Основна тема його творів — Латгалія, долі її людей, надія на відродження рідного краю.
Тільки дві книги автора були написані в Латвії. Люди старшого покоління пам'ятають Клидзейса по пісням «Брунаціте» («Кароока») і «Латгола».
Дебютував в 1931 в журналі «Саул», що виходив латгальською мовою, з віршем «Історія». Перший роман молодого автора «Jaunieši» був опублікований в 1939.
Популярність прийшла до Яніса після виходу в 1991 на екрани першого художнього фільму латгальською мовою «Дитя людське», знятого за його однойменним романом, виданим в 1956. Як перший фільм латгальською мовою занесений в Книгу рекордів Гіннесса, удостоєний головного призу «Великий Крістап» в Латвії, Гран-прі на міжнародному фестивалі в Сан-Ремо, 2-го місця на міжнародному фестивалі дитячих фільмів в Чикаго, премії Ватикану.
У своїй автобіографії Клидзейс писав:
«Я — письменник. Соціологія — моє захоплення. Але, практикуючи в психіатричній лікарні, я пройшов другий університет. Ця практика мені дала натхнення і матеріал для письменницької роботи. Ні, Я не лікар. Я міг би себе назвати лікарем душ»— З інтерв'ю Яніса Клидзейса, 1992
.
Метою творчості Яніса Клидзейса, як вважають фахівці[хто саме?], було «поставити літературу Латгалії поруч з іншою латиською літературою, зобразити латиша Латгалії таким, яким він був насправді, а не його карикатуру, як це робилося в багатьох роботах латиських письменників…»[джерело?].

## Твори
- Gōjputnu dzīsme (1943)
- Upe plyust (1945)
- Mīlētāji un nīdēji (1946)
- Cilvēki uz tilta (1948)
- Pajumte (1948)
- Grēks uz pusēm (1951)
- Viņas un viņi (1954)
- Dženitors (1955)
- Cilvēka bērns (1956)
- Otrais mūsos (1957)
- Zilie kalni (1960)
- Sniegi (1963)
- Dzīvīte, dzīvīte (1967)
- Debešu puse (1968)
- Tās balsis, tās balsis (1973)
- Prezidents un Latvijas paaudze (1975)
- Ievainotā dzīve (1976)
- Dzīvīte, dzīvīte šūpojos tevī (1979)
- Laidiet, laidiet, laidiet! (1984)
- Dāvātās dvēseles (1986)
- Satikšanās Rīgā (1989)
- Seši kalni (1991)
- Bārenis (1995)

## Нагороди
- Орден Трьох зірок
- Лауреат багатьох літературних премій[яких?]